# Liolaemus duellmani
Espèce
Statut de conservation UICN

 DD  : Données insuffisantes
Liolaemus duellmani est une espèce de sauriens de la famille des Liolaemidae.

## Répartition
Cette espèce est endémique de la province de Mendoza en Argentine.

## Description
C'est un saurien vivipare.

## Étymologie
Cette espèce est nommée en l'honneur de William Edward Duellman.

## Publication originale
- Cei, 1978 : A new species of Liolaemus (Sauria: Iguanidae) from the Andean Mountains of the southern Mendoza volcanic region of Argentina. Occasional papers of the Museum of Natural History, the University of Kansas, no 76, p. 1-6 (texte intégral).